# Kościół św. Rocha w Kurozwękach
Kościół świętego Rocha – rzymskokatolicki kościół filialny należący do parafii Wniebowzięcia Najświętszej Maryi Panny i św. Augustyna w Kurozwękach.
Świątynia została wzniesiona w XVIII wieku jako wotum wdzięczności za ocalenie mieszkańców Kurozwęk od epidemii, która szalała w Staszowie i okolicy w 1705 roku.  Kościół został zbudowany na planie prostokąta zamkniętego półkoliście od strony południowej. Po przeciwległej stronie znajduje się kruchta. Na kalenicy znajduje się wieża na sygnaturkę posiadająca rozbudowany kształt.
Odrestaurowano ją w latach 1914-1919. Budowla została uszkodzona podczas II wojny światowej, i odremontowana.
Świątynia nigdy nie pełniła stałych funkcji sakralnych, oprócz okresów epidemii w 1821 i 1893 roku.